# Стрельченко Анатолій Миколайович
Анато́лій Микола́йович Стре́льченко — полковник Міністерства внутрішніх справ України.
Очолює спецпідрозділ «Омега».

## Нагороди
За особисту мужність, сумлінне та бездоганне служіння Українському народові, зразкове виконання військового обов'язку відзначений — нагороджений
- 10 жовтня 2015 року — орденом «За мужність» III ступеня.